# Юрдан Колчаков
Юрдан Христов Колчаков е български офицер, полковник, участник в Сръбско-българската (1885), Балканската (1912 – 1913), Междусъюзническата (1913) и Първата световна война (1915 – 1918).

## Биография
Юрдан Колчаков е роден на 26 декември 1865 година в Прилеп, в Османската империя, днес в Северна Македония. В 1883 година постъпва във Военното училище в София.
По време на Сръбско-българската война в 1885 година служи в 1 рота от Втори пехотен струмски полк. Отличава се в боя при село Колуница на 3 ноември и Брезник на 6 ноември. Участва и в превземането на Пирот на 14-15 ноември. За участието си във войната е отличен с орден „За храброст“ ІV степен.
През август 1884 година участва в преврата срещу княз Александър I Батенберг. Служи в Шести търновски и Втори пехотен искърски полк. В 1904 година е произведен в майор. В 1910 година командва Тридесети пехотен шейновски полк.

## Военни звания
- Подпоручик (7 януари 1886)
- Поручик (7 юни 1888)
- Капитан (2 август 1891)
- Майор (2 август 1903)
- Подполковник (28 юли 1913)
- Полковник (30 януари 1920)